# Adrien Hardy
Adrien Hardy (født 30. juni 1978 i Nîmes, Frankrig) er en fransk tidligere roer og olympisk guldvinder.
Hardy vandt guld i dobbeltsculler ved OL 2004 i Athen sammen med Sébastien Vieilledent. Han deltog også i disciplinen ved både OL 2000 i Sydney og OL 2008 i Beijing. Derudover var han med i den franske dobbeltfirer ved OL 2012 i London.
Hardy vandt desuden to VM-guldmedaljer i dobbeltsculler, og var desuden to gange med i den franske otter, der blev europamester i 2008.

## OL-medaljer
- 2004:  Guld i dobbeltsculler